# Rory MacLean
Rory MacLean (* 5. November 1954 in Vancouver, Kanada) ist ein kanadischer Schriftsteller, der in England und Berlin lebt. Seine bekanntesten Werke sind Stalin’s Nose, die Beschreibung einer surrealistischen und schwarzen Reise durch Ost-Europa gleich nach dem Fall der Berliner Mauer, und Magic Bus, welche die Geschichte des Hippie trail durch Asien nacherzählt.

## Leben und Werk
Rory MacLean wurde in Vancouver geboren und ist Sohn des kanadischen Zeitungsverlegers Andrew Dyas MacLean. Seine Mutter Joan Howe war Sekretärin des Autors Ian Fleming bei der Tageszeitung The Times und hat für diesen u. a. das Manuskript zu Casino Royale abgetippt; sie soll eines der Vorbilder für die Figur der rothaarigen Miss Moneypenny gewesen sein. Nach seinen Studien war er über zehn Jahre hinweg an Filmproduktionen beteiligt.  Er arbeitete u. a. mit Ken Russell und David Hemmings in England, in Paris mit Marlene Dietrich sowie in Berlin mit David Bowie.  Nachdem er 1989 den ersten Reiseliteratur-Wettbewerb der Zeitung The Independent gewonnen hatte, gab er das Drehbuchschreiben auf und widmete sich der erzählenden Prosa.
In England schrieb er neun Reisebücher und in der deutschen Hauptstadt Berlin: Imagine a City. In Berlin bloggte er zudem für die Website Meet the Germans des Goethe-Instituts. MacLean war Fellow der Royal Society of Literature.

## Karriere als Schriftsteller
In seinem ersten Buch, Stalin’s Nose (1992), erzählt MacLean die Geschichte einer im Trabant zurückgelegten Reise von Berlin nach Moskau. Das Buch wurde in Großbritannien zum Bestseller und erhielt den Preis der Yorkshire Post für das beste Erstlingswerk. William Dalrymple nannte es „das außergewöhnlichste Debüt der Reiseliteratur seit Bruce Chatwins In Patagonia“. Colin Thubron bezeichnete das Buch als „surreales Meisterwerk“.
Sein zweites Buch, The Oatmeal Ark (1997), handelt von der Geschichte schottischer Einwanderer in Kanada und war für den International Dublin Literary Award nominiert. Für ein Treffen mit der Nobelpreisträgerin Aung San Suu Kyi reiste MacLean nach Burma. In Under the Dragon (1998) erzählt er die Geschichte Burmas, er wurde 1997 dafür mit dem Schriftstellerpreis des Arts Council of England ausgezeichnet.
In Falling for Icarus (2004) beschreibt MacLean, wie er nach Kreta zog, um dort eigenhändig eine Flugmaschine zu bauen (und einmal zu fliegen) und den Tod seiner Mutter zu verarbeiten. Aber auch, um der Frage nach der Relevanz der griechischen Mythologie für das moderne Leben nachzugehen.
In seinem Buch Magic Bus (2006) folgt MacLean dem Weg, den viele junge Menschen in den 1960er und 1970er Jahren auf dem „Hippie trail“ von Istanbul nach Indien beschritten.
Sein siebtes Buch Missing Lives (mit dem Fotografen Nick Danziger, 2010) erzählt die Geschichten von fünfzehn Menschen, deren Spur während der Jugoslawienkriege verloren ging. Sein zehntes Buch, Berlin: Imagine a City (2014), ist ein historisches Sachbuch über die deutsche Hauptstadt.
Als 2018 das Edinburgh International Book Festival 51 Schriftsteller bat, über mit dem Begriff Freiheit verbundene Vorstellungen zu schreiben, entstand MacLeans düsterer Essay über den Alltag in Nordkorea als „Darbietung nach Drehbuch“. Er las ihn im BBC Radio 4 in der Sendung Book of the Week.

## Humanitäre Arbeit
In den Büchern Missing Lives (Internationales Komitee des Roten Kreuzes, Genf 2010) und Beneath the Carob Trees (CMP, Nikosia 2016), die in Zusammenarbeit mit dem Fotografen Nick Danziger entstanden, geht es um die Schicksale zehntausender Menschen, die während der Jugoslawienkriege und des Zypern-Konflikts verschwanden, und um die Verwendung von DNA, die es den Angehörigen von Vermissten ermöglicht, die sterblichen Überreste ihrer Nächsten ausfindig zu machen, und auf diese Weise die Versöhnung voranzutreiben. MacLean und Danziger arbeiteten auch für Another Life (Unbound, London 2017) zusammen. Sie begleiteten 15 in Armut lebende Familien in acht Ländern über 15 Jahre hinweg, um die Auswirkungen der Millenniums-Entwicklungsziele der Vereinten Nationen auf das Leben von Menschen, am Rande der Gesellschaft zu untersuchen sowie Pluralismus-Projekte des British Council in Myanmar und Nordkorea.

## Rezeption
Laut der Londoner Financial Times „erweitert MacLean die Grenzen der Reise-Literatur dadurch, dass er auf den Unterschied zwischen Tatsache und Dichtung trampelt“.

## Veröffentlichungen
- Stalin’s Nose (HarperCollins 1992, Tauris Parke 2008)
- The Oatmeal Ark (HarperCollins 1997, Tauris Parke 2008)
- Under the Dragon (HarperCollins 1998, Tauris Parke 2008)
- Next Exit Magic Kingdom (HarperCollins 2000, Tauris Parke 2008)
- Falling for Icarus (Penguin 2004)
- Magic Bus (Penguin 2006, Editions Hoëbeke Paris 2008)
- Missing Lives (Dewi Lewis 2010)
- Gift of Time (Constable 2011)
- Back in the USSR: Heroic Adventures in Transnistria (2014)
- Berlin: Imagine a City (2014)
- Wunderkind: Portraits of 50 Contemporary German Artists (2016)
- Beneath the Carob Trees: The Lost Lives of Cyprus (2016)
- Pictures of You: Ten Journeys in Time (2017)
- In North Korea: Lives and Lies in the State of Truth (2017)
- Pravda Ha Ha: True Travels to the End of Europe (2019)

## Ehrungen
- Fellow der Royal Society of Literature  (FRSL – 2007)